# Lista de bispos portugueses ordenados no século XVI
Esta é uma lista de bispos católicos portugueses ordenados no século XVI. No século XIX foram criados 3 Cardeais portugueses, e entre os prelados portugueses que receberam a ordenação episcopal estão Arcebispos e Bispos.

## Cardeais
| Prelado                                                   | Vida                  | Cardinalato | Título                             | Carreira |
| --------------------------------------------------------- | --------------------- | --- | ---------------------------------- | --- |
| Infante D. Afonso de Portugal                             | 1509–1540 († 30 anos) | 1517 – Leão X Cardeal-Diácono 1525 – Clemente VII Cardeal-Diácono de Santa Lúcia em Septisolio 1535 – Paulo III Cardeal-Presbítero dos São João e São Paulo                                                        | Arcebispo de Lisboa Bispo de Évora | 1516–1519 Bispo da Guarda 1519–1523 Bispo de Viseu 1523–1540 Arcebispo de Lisboa 1535–1540 Bispo de Évora                                             |
| D. Miguel da Silva                                        | 1480–1556 († 76 anos) | 1539 (in pectore) 1541 (revelado) – Paulo III Cardeal-Presbítero de Santos XII Apóstolos (1542-1543) Santa Praxedes (1543-1552) São Marcelo (1552-1553) São Pancrácio (1553) Santa Maria além do Tibre (1553-1556) | Bispo de Viseu                     | 1526–1547 Bispo de Viseu |
| Infante D. Henrique de Portugal, depois Rei D. Henrique I | 1512–1580 († 68 anos) | 1545 – Paulo III Cardeal-Presbítero dos Santos Quatro Mártires Coroados | Arcebispo de Évora                 | 1533–1540 Arcebispo Primaz de Braga 1540–1564 Arcebispo de Évora 1564–1569 Arcebispo de Lisboa 1574–1578 Arcebispo de Évora 1578–1580 Rei de Portugal |

## Bispos Diocesanos
| Prelado                       | Vida                  | Título                            | Carreira                                                     |
| ----------------------------- | --------------------- | --------------------------------- | ------------------------------------------------------------ |
| D. Agostinho Ribeiro          | 1483–1549 († 66 anos) | 1º Bispo de Angra Bispo de Lamego | 1534–1540 Bispo de Angra (Açores) 1540–1549 Bispo de Lamego  |
| D. Rodrigo Pinheiro           | 1482–1572 († 90 anos) | Bispo do Porto                    | 1540–1552 Bispo de Angra (Açores) 1540–1549 Bispo do Porto   |
| D. Frei Jorge de Santiago, OP | † 1561                | Bispo de Angra                    | 1552–1561 Bispo de Angra (Açores)                            |
| D. Manuel de Almada           | n. 1500               | Bispo de Angra                    | 1564–1567 Bispo de Angra (Açores)                            |
| D. Nuno Álvares Pereira       | † 1570                | Bispo de Angra                    | 1568–1570 Bispo de Angra (Açores)                            |
| D. Gaspar de Faria            | 1520–1576 († 56 anos) | Bispo de Angra                    | 1571–1576 Bispo de Angra (Açores)                            |
| D. Pedro de Castilho          | † 1615                | Bispo de Leiria                   | 1578–1583 Bispo de Angra (Açores) 1583–1604 Bispo de Leiria  |
| D. Manuel de Gouveia          | † 1596                | Bispo de Angra                    | 1584–1596 Bispo de Angra (Açores)                            |
| D. Jerónimo Teixeira Cabral   | † 1614                | Bispo de Miranda                  | 1600–1612 Bispo de Angra (Açores) 1612–1614 Bispo de Miranda |